# Carol Goodner
Carol Goodner (30 de maio de 1904 – 29 de novembro de 2001) foi uma atriz norte-americana que atuou principalmente na televisão e em filmes britânicos. Goodner nasceu em Nova Iorque, Estados Unidos, que mais tarde ela mudou-se para Inglaterra, onde atuou no seu primeiro filme Those Who Love, em 1929. Aposentou-se em 1957.

## Filmografia selecionada
- Those Who Love (1929)[2]
- The Ringer (1931)
- There Goes the Bride (1932)
- The Flying Squad (1932)
- Leave It to Smith (1933)
- Strange Evidence (1933)
- Red Ensign (1934)
- The Fire Raisers (1934)
- Royal Cavalcade (1935)
- Music Hath Charms (1935)
- The Dominant Sex (1937)
- A Royal Divorce (1938)